# 埃米內·埃爾多安
埃米內·埃爾多安（土耳其語：Emine Erdoğan，1955年2月21日—），婚前姓居爾巴蘭（Gülbaran），土耳其总统埃尔多安的妻子，出生於伊斯坦布尔。

## 生平
她的家族自其祖父迁移到伊斯坦布尔的锡尔特定居。她在泽伊内普·卡米小学接受教育，並曾就讀艺术学校Mithatpaşa，但没有毕业。她同時兼顧作為穆斯林和现代化成熟女性的身分意識。年轻時积极参與民间社会组织，並和同樣理想主义的妇女间建立联盟。
埃米內·埃爾多安在「理想主义者妇女协会」参與会议期间認識了埃尔多安，二人終1978年4月结婚。二人育有四名孩子，分別是Ahmet Burak、Necmettin Bilal、Esra和Sümeyye。後來她擔任過社会发展中心大使。
2022年2月5日，埃米內·埃爾多安感染新冠奧密克戎变异株。

## 爭議及批評

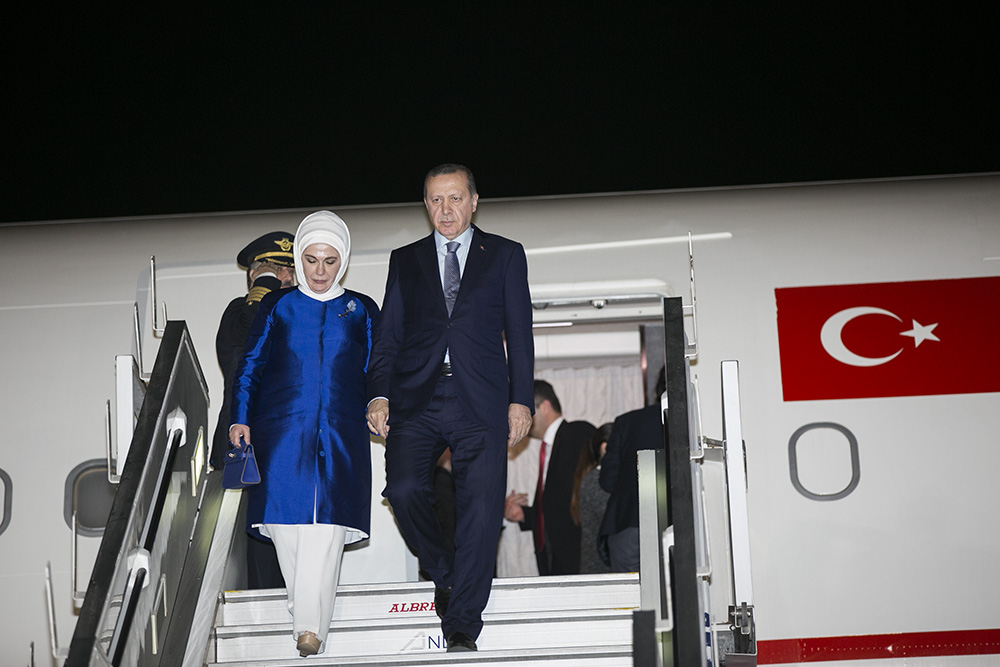
埃爾多安夫妇在2016年，其中埃米內手提愛馬仕的凱莉包。

埃米內·埃爾多安夫妇豪华的生活方式多次被民眾批評。其中埃米內的著裝花費被指過於奢侈，和埃爾多安夫妇所宣傳的谦逊形象大大不同。埃米內多次在公眾場合手提奢侈品牌愛馬仕的凱莉包，其中包括一個估值約50,000美元的限量版包，相當於土耳其年最低工資的11倍，或其夫婿半年的總統工資。她的打扮花費引起了土耳其民眾的普遍不滿。